# Bosanske piramide
Teorija o bosanskim piramidama je pseudoarheološka teorija koja pretpostavlja kako su brdo Visočica i još dva obližnja brda u okolici Visokog u Bosni i Hercegovini zapravo divovske piramide izgrađene ljudskom rukom unutar razdoblja između 12 000 i 500 godina prije Krista. Njen autor je poduzetnik i samoprozvani istraživač Semir Osmanagić. Znanstvene činjenice te autentična arheološka i geološka istraživanja upućuju na to da su brdo oblikovali isključivo geološki mehanizmi. Nadalje, Osmanagićev projekt ne podržava stručna zajednica.
Znanstvena istraživanja na lokalitetu pokazuju da piramide ne postoje.  Europska udruga arheologa javnom je izjavom 2006. godine izrazila kritiku i na račun bosanskohercegovačkih vlasti koje su teoriju o piramidama podupirale i financirale: "Ova spletka je okrutna prijevara na račun nepoznate javnosti i nema joj mjesta u svijetu istinske znanosti."
213 metara visoko brdo Visočica, na kojemu se nekada nalazio stari grad Visoki približno je oblika piramide. Osmanagićeva iskopavanja otkrila su geološku strukturu za koju tvrdi da je popločana ulazna ravnina s tunelima, kao i kameni blokovi i drevni beton za koji pretpostavlja da je nekoć pokrivao građevinu. U iskopavanjima je sudjelovao međunarodni tim stručnjaka iz Australije, Irske, Škotske i Slovenije. Iskopavanja su počela u travnju 2006.
18. lipnja 2016. najavljeno je da će uz prigodni koncert Gorana Karana biti svečano otvoren Arheološki park Bosanska piramida Sunca.
U razdoblju od 2008. do 2018. godine održano je šest internacionalnih ICBP konferencija (2008., 2011., 2012., 2013., 2014., 2018.) u Sarajevu i Visokom, gdje su se radovi i istraživanja usredotočili na nova otkrića i značaj daljnjih istraživanja piramida u Bosni i Hercegovini. 

## Interpretacija
U travnju 2005. je Semir Osmanagić stekao u razgovoru s prof. Senadom Hodovićem iz visočkog Zavičajnog muzeja uvid u povijest srednjovjekovne Bosne i kamene ostatke srednjovjekovnog grada Visoki na Visočici, kao i napomenu da Visočica ima piramidalni oblik, što je rijedak fenomen. Osmanagić je obišao brojne lokalitete gdje se nalaze, prema njegovim riječima, slične piramide kao na Visočici, te na druga dva obližnja brda - manje piramide. Stekao je ovlaštenja za obavljanje sondažnih bušenja usprkos prosvjedima domaćih i stranih stručnjaka. Prema samom Osmanagiću, sondažna bušenja ukazuju na mnogobrojne anomalije koje upućuju da se ispod brda Visočica, tj. njenog gornjeg dijela, nalazi piramida.

### Osmanagićeva tvrdnja
Brdo Visočicu Osmanagić je nazvao "Piramidom Sunca", te dva obližnja brda "Piramidom Mjeseca" i "Piramidom bosanskog zmaja", nakon što ih je pronašao na satelitskim i zračnim fotografijama područja. Prema izvješćima iz tiska, izjavio je kako su ih sagradili Iliri 12 000 godina pr. Kr., ali u novinskom razgovoru s Philipom Coppensom za "Nexus", časopis koji se uglavnom bavi teorijama, pojasnio je kako ga se krivo interpretiralo, jer je mislio reći kako su ih vjerojatno sagradili Iliri koji su prema njemu na Balkanu živjeli između 12 000. i 500. g. pr. Kr., te da su piramide podignute između ta dva datuma, a ne 12 000. pr. Kr.
Osmanagić je iskopavanjima pronašao kamene blokove i tunele, te su ranija geološka istraživanja također potvrdila ljudsku aktivnost u oblikovanju brda. Uz to, Osmanagić tvrdi kako su na brdu pronađeni tuneli koje interpretira kao ventilacijska okna.
Osmanagić vjeruje da će otkrića u okolici Visokog imati dalje posljedice na istraživanje prapovijesti. Uspoređujući različite visine najviših srednjoameričkih i egipatskih piramida, prvo je zaključio da ih je sve izgradio isti narod, a da su bosanske piramide sagrađene posljednje. No daljnjom analizom utvrdio je da ta datacija možda nije pouzdana, te je objavio kako bi Visočica mogla biti "majka svih piramida", što je tvrdnja za koju kaže da ju potvrđuje postojanje sakralne geometrije i daljnje numerološko proučavanje poruka ostavljenih u piramidi za buduće generacije.
Trenutni je cilj projekta dovršiti istraživanja do 2012., kako bi se, prema Osmanagiću koji se nada da će piramide biti uvrštene na popis svjetske baštine UNESCO-a, "razbio oblak negativne energije, čime bi Zemlja primila kozmičku energiju iz središta galaksije"

### Stručna interpretacija
Mnogi lokalni i strani znanstvenici su izrazili suzdržanost u vezi postojanja piramide na Visočici. Osmanagićeve tvrdnje, koje su se brzo proširile masovnim medijima, doveo je u pitanje veći broj stručnjaka koji su ga optužili za promidžbu lažno znanstvenih teza i za oštećivanje stvarnih arheoloških lokaliteta svojim iskopavanjima. Profesor Pennsylvanijskog državnog sveučilišta Garrett Fagan rekao je kako "ne im se ne bi smjelo dopustiti uništavanja pravih lokaliteta u potrazi za svojim zabludama[...] To je kao kad bi netko dobio dozvolu za rušenje Stonehengea kako bi ispod njega pronašao prostorije s tajnama drevne mudrosti.
Niz znanstvenika i istraživača koji su posjetili lokalitete u Visokom i osobno sagledali širu sliku, dali su pozitivne komentare na ovaj projekt.
Prof. dr. Joseph Davidovits, poznat kao francuski stručnjak za materijale koji ima više od 50 patenata u ovoj oblasti, osnivač je francuskog geopolimerskog instituta i nositelj francuskog Reda za zasluge za narod, u 2008. određuje kemijski sastav betona na tzv. Bosanskoj piramidi Sunca koja je prema njegovim riječima, osnova drevnog betona napravljena od geopolimernog cementa. Treba dodati da dr. Davidovits ima iskustva u području piramidologije i da je pisac više od 10 knjiga, od kojih su neke izravno povezane s njegovim znanstvenim radom o egipatskim piramidama. 
Dr. Paul LaViolette, poznat kao američki interdisciplinarni znanstvenik, autor je niza knjiga i izvornih znanstvenih članaka iz područja fizike, astronomije, teorije sustava, klimatologije i drevnih tehnologija, kao i tvrdnji vezanih uz pojam Elektrogravitacija, nakon sedmodnevnog posjeta Visokom u 2014. godini. u svom izvješću iznio: "Bosanske piramide su u ovom trenutku najveće arheološko nalazište na svijetu" 
Talijanski arheolog Niccolò Bisconti, koji je do sada objavio niz znanstvenih radova u arheologiji, kada je radio s volonterskom skupinom na proširenju arheološke probe 4C u lipnju 2012. na tzv. Bosanskoj piramidj Sunca pronašla je fosilizirani list na površini betonskih blokova ispod zemlje. Talijanski arheolog dr. Ricardo Brett prikazao je rezultate radiokarbonskog datiranja u vezi s ovim otkrićem na 3. međunarodnoj znanstvenoj konferenciji o bosanskim piramidama u rujnu 2012., koja je iznosila 24.800 godina +/- 200 godina. Smatra se da je ovo minimalna dob za starost građevine, koja je očigledno već postojala kada je list donio vjetar koji je kasnije bio pokriven prašinom i zemljom. [neaktivna poveznica] 
Novozelandski arheolog Timothy Moon, u lipnju 2013., pronašao je organski materijal na sjevernoj strani tzv. Bosanske piramide Sunca ispod prvog reda blokova a iznad drugog reda blokova. Uzorci su poslani na ispitivanje u Kijev (Ukrajina), a rezultati ispitivanja ugljikovodika prikazani su na 4. međunarodnoj znanstvenoj konferenciji o bosanskim piramidama "Skrivena povijest 2013". Rezultat: 29.200 godina +/- 400 godina, što se tumači kao vrijeme kada je pokrivena tzv. Bosanska piramida Sunca. 
Stručnjak grčke i balkanske prapovijesti Curtis Runnel sa Sveučilišta u Bostonu izjavio je kako je "između 27 000 i 12 000 godina u prošlosti Balkan bio čvrto unutar posljednjeg glacijalnog vrhunca, razdoblju velike hladnoće i suhe klime, s ledenjacima u nekima od planinskih lanaca. Jedini stanovnici bili su gornjopaleolitički lovci i sakupljači koji su iza sebe ostavljali logore na otvorenom i tragove nastanjivanja spilja. Ti ostaci sastoje se od jednostavnih kamenih alatki, ognjišta, biljnih i životinjskih ostataka koji su bili korišteni kao hrana. Ti narodi nisu imali ni alat ni vještinu za izgradnju monumentalne arhitekture."
Enver Imamović s Sveučilišta u Sarajevu, bivši direktor Nacionalnog muzeja u Sarajevu je, zabrinuvši se zbog oštećivanja povijesnih lokaliteta kao što je kraljevski grad Visoko, rekao kako bi iskopavanja "nepovratno uništila nacionalno blago".  Iskopavanja koja su obavili arheolozi koji nisu povezani s Osmanagićevom fundacijom su u ljeto 2008. otkrili srednjovjekovne rukotvorine, zbog čega se opet pokušalo pozvati bosanskohercegovačku vladu na poništavanje Osmanagićeve dozvole za iskopavanja.
U pismu uredniku novina The Times 25. travnja 2006. profesor Anthony Harding, tadašnji predsjednik Europska udruga arheologa Osmanagićeve teorije nazvao je "šašavim" i "apsurdnim", te je izrazio zabrinutost zbog nedovoljnih mehanizama zaštite bosanske "bogate baštine" od "pljačkanja, te neovlaštenih i nenadgledanih iskopavanja".  Nakon osobnog posjeta samom lokalitetu Harding je izjavio: "vidjeli smo površine prirodnog kamena (breča, s rascjepima i napuknućima; ali bez znakova ičega što bi izgledalo kao arheološki nalaz."
9. svibnja 2006. članovi geološkog tima koji su za Arheološki park istraživali Visočicu u Tuzli su održali konferenciju na kojoj su predstavili rezultate svog istraživanja. Profesori Rudarsko-geološko-građevinskog fakulteta Sveučilišta u Tuzli pod vodstvom prof. dr. Vrabca zaključili su kako je brdo prirodne geološke formacije, a sastoji se od klastičnih sedimenata slojevitog sastava i različite gustoće, te da je oblik brda posljedica endodinamičnih i egzodinamičnih procesa u postmiocenskoj eri.
Prema prof. Vrabcu koji se bavi paleogeologijom, samo u području rudarskog bazena Sarajevo-Zenica postoji desetak sličnih morfoloških formacija. Geološko izvješće o Visočici, koje je utemeljeno na podacima iz šest probušenih rupa dubine 3 do 17 metara, podržavaju i Vijeće za istraživanje i poučavanje Fakulteta za rudarstvo i geologiju, kao i Udruga geologa Federacije Bosne i Hercegovine.
U lipnju 2006. u Osmanagićevom projektu pojavljuje se ime arheologa i egiptologa Zahija Hawassa, u kojemu on preporučuje navodnog stručnjaka Alyja Abda Alla Barakata za ispitivanje. Nakon upita, Hawass je opovrgnuo bilo kakvu uključenost i optužio Osmanagića za "odavanje lažnih informacija", pojašnjavajući kako "Barakat ne zna ništa o egipatskim piramidama". Prema Arheološkom parku Piramide Sunca, Barakat je posjetio lokalitet i izjavio kako misli "da je u pitanju tip piramide, vjerojatno primitivna piramida."
 

Osmanagić je također pozvao geologa i alternativnog arheologa Roberta Schocha u posjet lokalitetu. U preliminarnom izvješću Schoch je zaključio da za sve posebnosti za koje Osmanagić tvrdi da su umjetne postoji prirodno geološko objašnjenje. U slučaju tunela dalje je dodao:
Naglas hvaljeni "drevni natpisi" izgleda da uopće nisu drevni. Povjerljiv izvor rekao mi je kako nikakvih natpisa nije bilo do ulaska članova istraživača piramide prije dvije godine. "Drevni natpisi" poslije su dodani, možda bez zle namjere, a možda i kao očigledna prijevara.
 Schochova stranica spominje "ekstremna oštećenja učinjena načinom iskopavanja koja se provode" i optužuje Osmanagića za kasniju kampanju usmjerenu na Schochov ugled."

## Vanjske poveznice
- Portal Povijest  Arhivirana inačica izvorne stranice od 13. siječnja 2010. (Wayback Machine); o nepostojanju piramida u Visokom
- [neaktivna poveznica] Central and Eastern European Online Library
- Orbus  Arhivirana inačica izvorne stranice od 9. kolovoza 2016. (Wayback Machine) Novo otkriće: vulkanske linije i bosanske piramide
- Dnevni avaz  Arhivirana inačica izvorne stranice od 5. listopada 2016. (Wayback Machine) "Arheološki park: Bosanska piramida Sunca": Definitivna međunarodna afirmacija otkrića
- Direktno.hr  Arhivirana inačica izvorne stranice od 19. rujna 2016. (Wayback Machine) Veliki interes NATO-a spram piramida Sunca, Mjeseca i Bosanskog Zmaja
- [neaktivna poveznica] 14 godina od otkrića Bosanskih piramida